# Rinat Sjamsutov
Rinat Sjamsutov, född 12 juni 1973 i Pervouralsk, är en rysk bandyspelare.

## Karriär
Rinat Sjamsutov är ursprungligen från Pervouralsk i Ryssland men spelade länge i Kazakstan, i klubbarna Dynamo Alma-Ata och Akzjajyk (som då hette Uralets). Sjamsutov representerade också Kazakstan i deras första VM 1995. Från och med VM 1997 representerade han Ryssland.
Rinat Sjamsutov värvades till svensk bandy av Arne Amrén i Sandvikens AIK. Han ansågs dock inte passa in i Sandvikens AIK:s lag, och han har fått spela i en rad klubbar. Det blev IFK Kungälv, Katrineholms SK, en säsong i Sandviken och Västerås SK innan han återvände till rysk bandy och storsatsande Vodnik. Dynamo Moskva köpte senare nästan hela det laget, inklusive Sjamsutov. Säsongen 2015 flyttade han åter till Sverige och Västerås, denna gång till Tillberga Bandy.
Från säsongen 2019–2020 spelade han i finska Narukerä. Säsongen 2021–2022 spelade Sjamsutov åter svensk elitseriebandy och denna gång för nykomlingen IFK Rättvik.